# MIND GAMES
〈MIND GAMES〉는 일본의 밴드 ZARD의 28번째 싱글 앨범으로, 1999년 4월 7일 발매되었다. (8cm CD: JBDJ-1047) 작사는 사카이 이즈미가, 작곡은 와타누키 마사아키(綿貫正顕)가, 편곡은 와타누키와 후루이 히로히토(古井弘人)가 공동으로 맡았다. 이 곡은 후지 TV에서 방송되던 《프로 야구 뉴스》의 이미지 송으로 사용되었다.
B사이드 곡 〈Hypnosis〉의 작사는 사카이 이즈미가, 작곡은 오카모토 히토시(岡本仁志)가, 편곡은 오카모토와 와타누키 마사아키가 공동으로 맡았다.
싱글은 오리콘 주간 싱글차트 1위에 올랐고, 6주간 차트에 머물렀다.

## 수록곡
| #            | 제목                                   | 작사          | 작곡              | 편곡                                | 재생 시간 |
| ------------ | -------------------------------------- | ------------- | ----------------- | ----------------------------------- | --------- |
| 1.           | 〈〈MIND GAMES〉〉                     | 사카이 이즈미 | 와타누키 마사아키 | 와타누키 마사아키 / 후루이 히로히토 | 4:30      |
| 2.           | 〈〈Hypnosis〉〉                       | 사카이 이즈미 | 오카모토 히토시   | 오카모토 히토시 / 와타누키 마사아키 | 4:01      |
| 3.           | 〈〈MIND GAMES〉〉 (Redway Secret Mix) |               |                   |                                     | 4:29      |
| 4.           | 〈〈MIND GAMES〉〉 (Original Karaoke)  |               |                   |                                     | 4:27      |
| 총 재생 시간 | 총 재생 시간                           | 총 재생 시간  | 총 재생 시간      | 총 재생 시간                        | 17:27     |